# Inkontynencja przetokowa
Inkontynencja przetokowa (pozacewkowe nietrzymanie moczu; ang. extraurethral incontinence) – najrzadsza forma inkontynencji i polega na stałej utracie moczu, który może np. uchodzić bezpośrednio do jamy brzusznej lub pochwy. Powodem są najczęściej wrodzone niewłaściwe połączenia przewodów moczowych.
Ten rodzaj inkontynencji musi być leczony chirurgicznie. Wyjątkiem są sztuczne przetoki przy chronicznych zapaleniach jelit.

Przeczytaj ostrzeżenie dotyczące informacji medycznych i pokrewnych zamieszczonych w Wikipedii.